# Maszrafat al-Halladż
Maszrafat al-Halladż (arab. مشرفة الحلاج) – wieś w Syrii, w muhafazie Aleppo, w dystrykcie Dżabal Siman. W 2004 roku liczyła 307 mieszkańców.